# الکساندر پورسف
الکساندر پورسف (انگلیسی: Alexander Porsev؛ زادهٔ ۲۱ فوریهٔ ۱۹۸۶) دوچرخه‌سوار اهل روسیه است.
از باشگاه‌هایی که در آن بازی کرده‌است می‌توان به تیم کاتیوشا–آلپتسین، و تیم کاتیوشا–آلپتسین و گازپروم-روس‌ولو اشاره کرد.